# Јосиф Мајер
Јосиф Мајер (Ниш, 20. мај 1920 — Ваљево, 27. март 1942), радник и учесник Народноослободилачке борбе.

## Биографија
Јосиф Мајер је рођен 20. маја 1920. године у Нишу. Потицао је из јеврејске породице Боре и Софије Мајер, рођене Леви. Убрзо по његово рођењу, породица се преселила у Београд. Јосиф је ту завршио основну школу и два разреда гимназије. Током школовања припадао је ционистичкој организацији „Хашомер Хацаир”, која се бавила неговањем јеврејске културе и изградњом насеља у Палестини, као и борбом против асимилације Јевреја.
Пошто је напустио даље школовање запослио се као штрикерски радник у фабрици трикотаже „Елка”, у Београду. Као млади радник прикључио се омладинском револуционарном покрету. Био је члан илегалног Савеза комунистичке омладине Југославије (СКОЈ), а од 1940. године и члан Комунистичке партије Југославије (КПЈ). Био је учесник демонстрација против приступања Југославије Тројном пакту, 27. марта 1941. године. Након окупације земље, као Јеврејин био је ангажован на присилни рад на рашчишћавање рушевина у Београду, које су биле последица бомбардовања.
Повезао се са Народноослободилачким покретом (НОП) и половином августа 1941. године, са тројицом другова из фабрике „Елка” напушта окупирани Београд и одлази у околину Обреновца, где ступа у Посавски партизански одред. Био је распоређен у Трећој тамнавској чети са којом је крајем августа учествовао у борбама на терену према Лајковцу, Убу и реци Сави. Почетком септембра 1941. учествовао је у акцијама спречавања транспорта робе Савом и посебно се истакао у овим акцијама. Његовом заслугом, све заплењене намирнице са пресретнутих бродова биле су раздељене сељацима.
Средином септембра, услед прилива нових бораца, извршена је реорганизација Посавског одреда, па је Трећа тамнавска чета постала Трећи тамнавски батаљон. Јосфим Мајер је тада постао политички комесар Друге чете у батаљону, а њен командант је био Стеван Борота. Заједно са Боротом, Мајер је говорио сељацима на зборовима, који су били одржавани у селима око Ваљева. Почетком октобра 1941, Друга чета је држала положаје према Ваљеву, које су у блокади држале јединице Ваљевског партизанског одреда. Са другим четама Трећег тамнавског батаљона, 6. и 7. октобра водили су тешке борбе са Немцима у Голој Глави и Забрдици. Због успешног командовања јединицом, били су похваљени од стране Врховоног штаба НОПОЈ.
Половином октобра 1941, Друга чета је боравила у околини Ваљева, а крајем месеца је отишла у ослобођено Ужице. Одакле је у саставу Тамнавског батаљона била упућена на терен око Љубовије, коју је после краћих борби с четницима ослободили, средином новембра 1941. године. Почетком децембра, у време пада Ужичке републике, Тамнавски батаљон се налазио у околини Ваљева. Пошто се главнина партизана повукла у Санџак преостале снаге су биле изложене, јаким четничким и недићевско-љотићевским потерама, услед чега је њихов положај био све тежи. Ситуацију су посебно отежавали недостатак хране и муниције, као и јака зима.
Заједно са Стеваном Боротом, Мајер је 15. децембра 1941. године у селу Драгодолу, учествовао на војно-политичко саветовање, којим је руководио Мирко Томић и на коме је одлучено да се преостале партизанске снаге реорганизују. Након саветовања је извршена и реорганизација Тамнавског батаљона, па је Мајер постао политички комесар Треће чете, чији је командир био Рајко Михаиловић. Крајем децембра поново су вођене тешке борбе са четницима, недићевцима и љотићевцима. Након борбе код села Трлића, партизани су успели да се пробију из окружења и потом су кренули ка Драгодолу и Гуњацима. Почетком јануара 1942. године Тамнавски батаљон је боравио у селу Станина Река. Милош Минић је тада одржао заједнички састанак са Штабом Тамновског батаљона и Штабом Ваљевског партизанског одреда на коме је одлучено да се своје дејство батаљон усмери ка Тамнави. Половином месеца извршена је нова реорганизација, па је Тамнавски батаљон постао Посавско-тамнавски одред.
Половином фебруара 1942. године одржано је војно политичко саветовање на Маљену, на коме је извршена нова реорганизација Посавско-тамнавског одреда, па је Мајер постављен за политичког комесара батаљона, а његов командант је био Добросав Симић. Након саветовања Посавско-тамнавски и Космајски одред кренули ка Космају, Руднику и Тамнави. На том путу, одреди су водили борбе са недићевцима, љотићевцима и четницима. Због покрета немачких и недићевских снага, одлучили да се код села Веселиноваца, пребаце преко Колубаре. Код села Гвозденовића, 24. фебруара 1942. године Тамнавско-посавски одред је наишао на Тамнавски четнички одред, са којим је дошло до тешке борбе. Мајер се налазио међу малобројним борцима, који су успели да се пробију до Трлића. Бежећи од потере у близини села Новаци је с неколико бораца био ухавћен и спроведен најпре у Уб, а потом пребачен у Ваљево.
Током ислеђивања у Окружном начелству у Ваљеву био је тешко мучен, али није хтео никога одати. Поводом прве годишњице Војног пуча против Тројног пакта, 27. марта 1942. године одлуком немачке команде наређено је да се у Ваљеву, Убу и Обреновцу обеси неколико истакнутих партизанских бораца. За вешање у Ваљеву били су одређени Јосиф Мајер и Стеван Борота. Њихово спровођење кроз град од затвора до места вешања, као и сам чин вешања, обезбеђивали су и извели припадници Српске државне страже и легализованих четничких одреда. Након вешања, њихова тела су на вешалима висила два дана, а потом су сахрањени на Градском гробљу у Ваљеву.
Након ослобођења земље, посмртни остаци Мајера и Бороте су била поново сахрањена на гробљу у Ваљеву, а 1980. године је извршен њихов пренос на Партизанско спомен-гробље на Крушику, где су сахрањени у заједничкој гробници.
Указом Председништва Антифашистичког већа народног ослобођења Југославије (АВНОЈ), а на предлог Врховног команданта Југословенске армије маршала Јосипа Броза Тита, за своје заслуге током Народноослободилачког рата, постхумно је 1945. године одликован Орденом заслуга за народ другог реда.
У његову част данас две улице носе назив Јосипа Мајера — једна у Ваљеву, а друга у Убу.